# ألتوفا
ألتوفا (بالإنجليزية: Altova)‏ هي شركة لتطوير البرمجيات التجارية تأسست سنة 1992 و يقع مقرها الرئيسي في بيفرلي وآخر في فيينا ، من أشهر منتجاتها XMLSpy.

## البرامج
- XMLSpy: محرر للغة الترميز القابلة للامتداد
- :MapForce: يعمل البرنامج على تحويل البيانات من عدد كبير من صيغ قواعد البيانات بما فيها ملفات XML، ملفات CSV النصية EDI, Excel,BRL وغيرها. ويمكنه أيضا توليد كود royalty المجاني بلغة Java  ،C++ ،C.
- MapForce FlexText: برنامج مرئي لإعراب ملفات flat
- StyleVision: يعمل البرنامج على التحكم في مخرجات XML, SQL و XBRL. استخدام الجداول والرسومات التفاعلية التي يتم تحديثها فوريا. بتيح بعد ذلك نشر عملك بصيغ HTML, PDF, RTF, ويُمكِن البرنامج عمل تطبيقات ويب من نوع ASPX ونشرها باكثر من صيغة في وقت واحد من دون الحاجة إلى معرفة تركيب ملفات XML لإستخدام البرنامج.
- UModel: الطبعة المؤسسة هو نقطة الانطلاق لتطوير البرمجيات بنجاح. استخدم UModel لخلق وتفسير
- DatabaseSpy: إدارة قواعد بيانات متعددة، الإستعلام, وأداة تصميم
- ألتوفا  إدارة المشاريع، صنع القرار بشكل مشترك، إدارة فرق الخدمات السحابية
- DiffDog: برنامج لإستخراج الفروقات في ملفات XML والمفات النصية المختلفة والأكواد المصدرية، والدمج بينها بشكل مرئي
- SchemaAgent: مخطط بياني لإدارة البرمجيات التي تسمح بعرض مجموعة من المخططات والموارد ورسم الخرائط. يمكن لأي عدد من العملاء الاتصال إلى الخادم  للحصول على كل هذه المخططات. بدلا من ذلك، بالنسبة للمستخدمين الذين لا يحتاجون لإدارة المخططات في بيئة فريق والوصول إلى مخطط XML وتعيينات MapForce مباشرة من العميل
- Authentic: اداة لتحرير لغة XML ومحرر قواعد بيانات[1]
- MissionKit: حزمة متكاملة لبرامج وأداوات XML, SQL, و UML
- FlowForce Server: برنامج خادم لإدارة أتمتة عمليات الأعمال
- RaptorXML Server: خادم XML and XBRL مع دعم عمليات تأكيد XML validation, تأكيد XBRL, و تحويل لغة الأسلوب الموسع و إكس كويري

## الجوائز
- سميت في SD Times 100 ست مرات، من بينها في 2010[2]
- 2009 مورد غارتنر الرائع في تطوير البرمجات [3]
- 2009 جائزة اختيار القرّاء في مجلة فيجوال ستوديو[4]
- 2009 الجائزة الفضية، اختيار المحررين أفضل أداة تطوير في مجلة Windows IT Pro Magazine[5]
- 2007 جائزة أفضل اتصالات، تصنيف المكتب في مجلة Windows IT Pro Magazine[6]
- 2001, 2003, 2004, 2009 Jolt Product Excellence & Productivity Awards[7]

## وصلات خارجية
- موقع شركة التوفا